# Petr Drozda
Petr Drozda (ur. 29 marca 1952 w Kraslicach) – czechosłowacki zapaśnik walczący w stylu wolnym. Olimpijczyk z Montrealu 1976, gdzie zajął czwarte miejsce w kategorii 100 kg.
Czwarty na mistrzostwach świata w 1974 i szósty w 1978. Brązowy medalista mistrzostw Europy w 1977. Siedmiokrotny mistrz kraju, w latach 1972-1978.
- Turniej w Montrealu 1976

Pokonał Tore Hema z Norwegii, Roberta N’Diaye z Senegalu i Daniela Verníka z Argentyny. Przegrał z Iwanem Jaryginem z ZSRR i Dimo Kostowem z Bułgarii.